# جون هنريكسون
جون هنريكسون (بالفنلندية: John Henriksson)‏ (30 مايو 1883 – 1 نوفمبر 1948) هو سبّاح فنلندي راحل، مثّل بلاده في الألعاب الأولمبية الصيفية 1908.

## روابط خارجية
جون هنريكسون على موقع اللجنة الأولمبية الدولية (الإنجليزية)
- جون هنريكسون على موقع أوليمبيديا (الإنجليزية)